# George Albert Frost

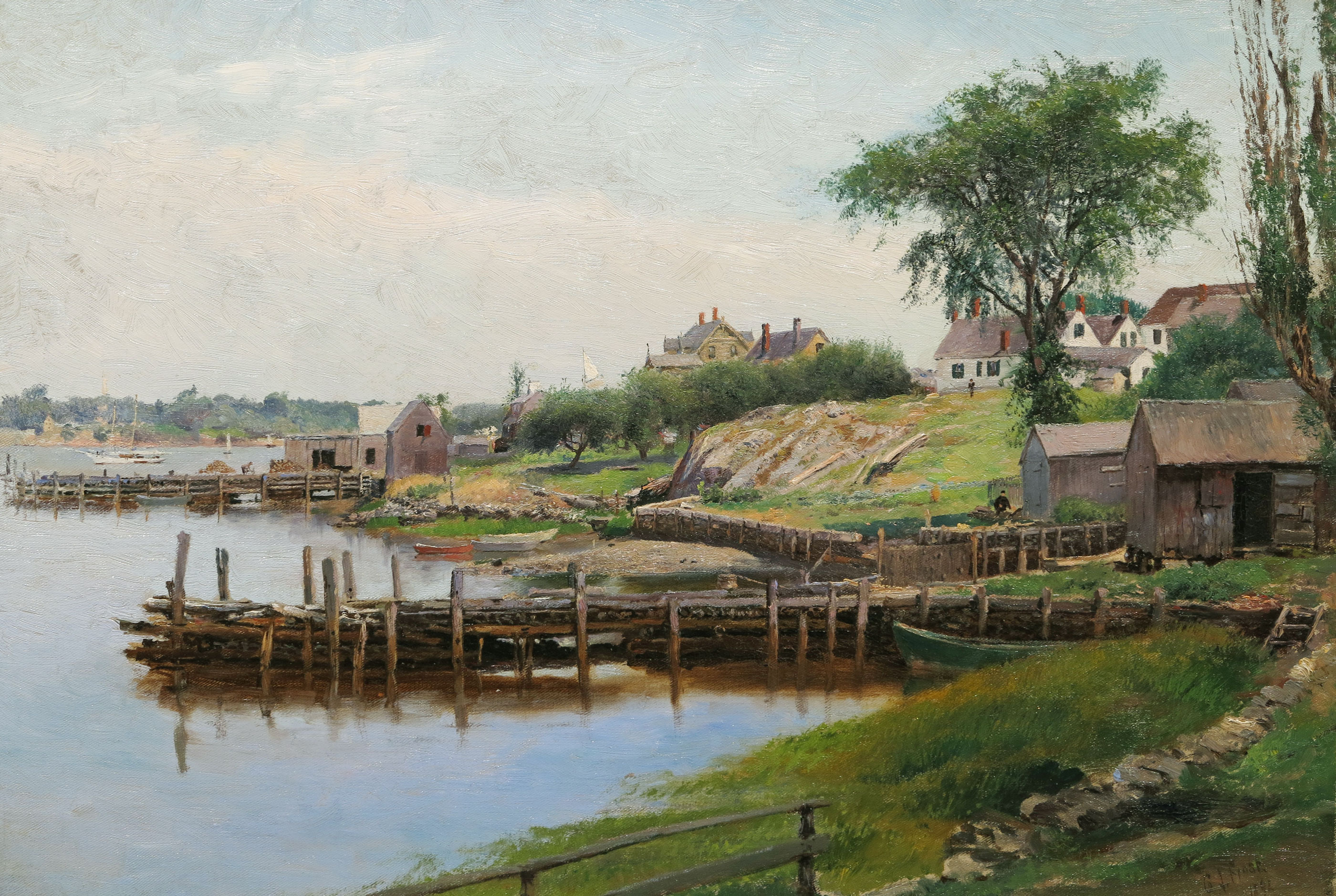
Inner Harbor, New Castle, New Hampshire (1892)

George Albert Frost (* 23. oder 27. Dezember 1843 in Boston; † 13. November 1907 in Cambridge) war ein US-amerikanischer Maler.

## Leben
George Albert Frost besuchte nur bis zum Alter von elf Jahren die Schule und arbeitete dann auf einer Farm. Er kämpfte im Sezessionskrieg. 1867 nahm er an der British Columbia Exploring Expedition teil, auf der eine Strecke für eine künftige Telegraphen- oder Telefonlinie zwischen San Francisco und Moskau gefunden werden sollte. Von 1874 bis 1876 studierte er in Europa. Sein Lehrer war Nicaise de Keyser in Antwerpen. Danach nutzte er zehn Jahre lang ein Atelier in North Cambridge. 1885 schloss er sich George Kennan zu einer Sibirienexkursion an. Mehrere Jahre lang hatte er einen Sommersitz in Brownfield; er malte zahlreiche Motive entlang dem Saco.
Mit seiner Frau Adelia Dunham Frost bekam er mehrere Kinder, darunter den Sohn Paul Roubens Frost, der ein bekannter Landschaftsgärtner wurde.
1874 stellte er bei der San Francisco Art Association aus. Ab 1896 stellte er beim Boston Art Club, dem er angehörte, aus. Werke Frosts befinden sich in der California State Library und im Besitz der California Historical Society. Laut Steve Pinkham ist möglicherweise der Frost Mountain nach George Albert Frost benannt. Er wohnte von 1898 bis 1905 in der Orchard Street Nr. 53 in North Cambridge, Mass.